# Benedictí emmascarat
El benedictí emmascarat (Conopophaga melanops) és una espècie d'ocell de la família dels conopofàgids (Conopophagidae).

## Hàbitat i distribució
Habita els boscos del Brasil oriental, des de Bahia, Paraíba, Pernambuco i Alagoas cap al sud fins São Paulo i Rio de Janeiro.